# Otto Künzli
Otto Künzli (Zürich, 1948) is een Zwitsers beeldend kunstenaar die actief is als sieraadontwerper en docent. Hij is werkzaam in München.

## Biografie
Künzli is onder meer opgeleid tot goudsmid in München en heeft daar les gehad van onder anderen Hermann Jünger, die hij later als docent opvolgde. In 1977 ontving hij de Herbert Hofmann-Preis en in 1990 de Françoise van den Bosch Prijs van de Stichting Françoise van den Bosch.
Künzli doceert sinds 1991 aan de kunstacademie te München, waar hij onder meer lesgaf aan Helen Britton. Ook was hij leraar van sieraadontwerpers als David Bielander, Karl Fritsch, Karen Pontoppidan en Lisa Walker.

## Tentoonstelling
- 2013 - Otto Künzli, the Exhibition, Die Neue Sammlung, München